# Pedro Romero Mendoza
Pedro Romero Mendoza (Cáceres, España, 19 de noviembre de 1896 - 10 de agosto de 1969) fue un escritor, crítico literario, poeta, ensayista, novelista,  periodista y conferenciante español. 

## Biografía
Nació en Cáceres en 1896, era hijo único de una familia de acomodada clase media, lector impenitente, concienzudo y sagaz, estudioso conocedor del lenguaje, crítico exigente para con los demás y para consigo mismo; asiduo, ordenado y perseverante; cuidadoso, pulcro y riguroso en lo personal y en su quehacer diario.
Fue un autor de asombrosa formación autodidacta que se negó a acudir a la escuela recibiendo, únicamente algunas lecciones de su tía, lo que hizo que se formara gracias a su enorme afición lectora y pasión por los libros.
Autor del siglo XX, Pedro Romero Mendoza poseía una inteligencia inusual que crecía diariamente gracias a la lectura lo que le hizo sentirse secretamente superior al nivel cultural del Cáceres de la época.
Su manera de ser y su pasión por la lectura le formó como escritor sencillo, fácil y ameno, cultivando con acierto y maestría la novela, la crítica, el ensayo y la poesía.
Fue director de la revista Alcántara durante veinte años, los cuales, se puede decir, fueron los de mayor esplendor de la publicación, siendo exponente de la actividad cultural y literaria de Cáceres y Badajoz.
Fundó en 1917 la Sociedad Literaria Cacereña, en 1922 la revista cultural Hispania y en 1925 participó en la fundación del ateneo de Cáceres. También  intervino en la fundación de una Sociedad Filarmónica, siendo secretario de la misma en 1921, año en el que fue nombrado Director del Noticiero. 
Pedro Romero Mendoza se fue aislando del mundo a la vez que sus obras iban madurando, dejando un camino sembrado de palabras de tinta negra, inteligentes, independientes y un punto extravagantes, como el autor. Era, sin duda, romántico en sus gustos poéticos, fiel a sí mismo, a los conocimientos preceptivos y del lenguaje. Su vocabulario es rico, castizo, cuidado; su tono, a veces, solemne, otras ligero y hasta burlón y aparentemente festivo, por más que esconda, al final, la lírica amargura de su casi constante pesimismo...
Casado con Eladia Montesino-Espartero Averly, fue padre de ocho hijos y murió a consecuencia de un desgraciado accidente de coche el 10 de agosto de 1969 y con él uno de los nombres imprescindibles de la cultura extremeña.

### Juicios publicados
- Gertrudis y Carolina. Las cosas que pasan. Informaciones 27-9-63.
- Juan Ramón Masoliver- De una cultura provincial. La Vanguardia Española,Barcelona, 2 de octubre de 1963.
- Ángel Dotor . Comentario crítico.  Radio Nacional de España. Biblioteca del Tercer.
- Omar El Zegri. Recensiones de la revista Alcántara. n.º 141. Enero-diciembre de 1963.
- «Papeles de Son Armadans», n.º XCV. Febrero, MCMLXIV.
- Nicolás González Ruiz: Ya del 2-4-1964.
- Concha Castroviejo: Informaciones, 27-9-1963.